# ساموئل گارسیا سانچز
ساموئل گارسیا سانچز (اسپانیایی: Samuel García Sánchez‎؛ زادهٔ ۱۳ ژوئیهٔ ۱۹۹۰)، معروف به سامو، بازیکن فوتبال اهل اسپانیا است که در پست وینگر بازی می‌کند.
از باشگاه‌هایی که در آن بازی کرده‌است می‌توان به باشگاه فوتبال لوانته، باشگاه فوتبال ویارئال، باشگاه فوتبال روبین کازان، باشگاه فوتبال مالاگا، و باشگاه فوتبال لگانس اشاره کرد.